# Plectrèurids
Els plectrèurids (Plectreuridae) són una família d'aranyes araneomorfes descrita per Eugène Simon el 1893. Són aranyes haplogines, cribel·lades, que construeixen les seves teranyines sota roques i cactus morts. Són poc conegudes i no se'n sap massa de la seva biologia.
A diferència de sicàrids, escitòdids i diguètids, famílies properes, els plectrèurids tenen vuit ulls. En la seva aparença, les femelles de Plectreurys s'assemblen a les grans cribel·lades com els filistàtids. Difereixen però, entre altres detalls, en la disposició dels ulls i en què tenen el primer fèmur, és a dir, el tercer segment de les potes, inclinat.

## Sistemàtica
Segons el World Spider Catalog amb data de 4 de gener de 2019, aquesta família té reconeguts 2 gèneres i 31 espècies. El creixement dels darrers anys és rellevant, ja que el 28 d'octubre de 2006 es reconeixien 2 gèneres i 15 espècies. Totes les espècies són de zones desèrtiques dels EUA, Mèxic i el Carib.
Els dos gèneres existents són Plectreurys i Kibramoa. En el passat, durant el Juràssic, la família estava més estesa; s'han trobat fòssils a la Xina: de l'Eocè, Palaeoplectreurys baltica dins ambre bàltic i del Miocè, Plectreurys pittfieldi de l'ambre dominicà.

### Gèneres i espècies
Gènere Kibramoa Chamberlin, 1924
- Kibramoa guapa Gertsch, 1958 (EUA, Mèxic)
- Kibramoa hermani Chamberlin & Ivie, 1935 (EUA)
- Kibramoa isolata Gertsch, 1958 (Mèxic)
- Kibramoa madrona Gertsch, 1958 (EUA)
- Kibramoa paiuta Gertsch, 1958 (EUA)
- Kibramoa suprenans (Chamberlin, 1919) (EUA)
  - Kibramoa suprenans pima <smallGertsch, 1958 (EUA)
- Kibramoa yuma Gertsch, 1958 (EUA)

Gènere Plectreurys <smallSimon, 1893
- Plectreurys angela Gertsch, 1958 (EUA)
- Plectreurys ardea Gertsch, 1958 (Mèxic)
- Plectreurys arida Gertsch, 1958 (Mèxic)
- Plectreurys bicolor Banks, 1898 (Mèxic)
- Plectreurys castanea Simon, 1893 (EUA)
- Plectreurys ceralbona Chamberlin, 1924 (Mèxic)
- Plectreurys conifera Gertsch, 1958 (EUA)
- Plectreurys deserta Gertsch, 1958 (EUA)
- Plectreurys globosa Franganillo, 1931 (Cuba)
- Plectreurys hatibonico Alayón, 2003 (Cuba)
- Plectreurys misteca Gertsch, 1958 (Mèxic)
- Plectreurys mojavea Gertsch, 1958 (EUA)
- Plectreurys monterea Gertsch, 1958 (EUA)
- Plectreurys nahuana Gertsch, 1958 (Mèxic)
- Plectreurys oasa Gertsch, 1958 (EUA)
- Plectreurys paisana Gertsch, 1958 (Mèxic)
- Plectreurys schicki Gertsch, 1958 (EUA)
- Plectreurys tecate Gertsch, 1958 (Mèxic)
- Plectreurys tristis Simon, 1893 (EUA, Mèxic)
- Plectreurys valens Chamberlin, 1924 (Mèxic)
- Plectreurys vaquera Gertsch, 1958 (Mèxic)
- Plectreurys zacateca Gertsch, 1958 (Mèxic)

### Fòssils
Segons el World Spider Catalog versió 19.0 (2018), existeixen els següents gèneres fòssils:
- †Eoplectreurys Selden & Huang, 2010 Juràssic

- †Eoplectreurys gertschi Selden & Huang, 2010 J Daohugou

- †Montsecarachne Selden, 2014a Cretaci

- †Montsecarachne amicorum Selden, 2014a K Montsec

- †Palaeoplectreurys Wunderlich, 2004c Paleogen

- †Palaeoplectreurys baltica Wunderlich, 2004c Ambre bàltic

- †Plectreurys Simon, 1893 Neogen – Recent

- †Plectreurys pittfieldi Penney, 2009 Ambre dominicà

### Superfamília Pholcoidea
Els plectrèurids havien format part de la superfamília dels folcoïdeus (Pholcoidea), al costat de fòlcids i diguètids. Les aranyes, tradicionalment, havien estat classificades en famílies que van ser agrupades en superfamílies. Quan es van aplicar anàlisis més rigorosos, com la cladística, es va fer evident que la major part de les principals agrupacions utilitzades durant el segle XX no eren compatibles amb les noves dades. Actualment, els llistats d'aranyes, com ara el World Spider Catalog, ja ignoren la classificació de superfamílies.